# Blagoveshchensky (huyện của Amur)
Huyện Blagoveshchensky (tiếng Nga: ? райо́н) là một huyện hành chính tự quản (raion), của Tỉnh Amur, Nga. Huyện có diện tích 2551 kilômét vuông, dân số thời điểm ngày 1 tháng 1 năm 2000 là 19700 người. Trung tâm của huyện đóng ở Blagoveshchensk.